# Décès en juillet 1961
Décès
- 1957
- 1958
- 1959
- 1960
- 1961
- 1962
- 1963
- 1964
- 1965

Pour une information complémentaire, voir la page d'aide.

| Date      | Nom           | Pays             | Activités                  | Âge | Source |
| --------- | ------------- | ---------------- | -------------------------- | --- | ------ |
| 7 juillet | Israël Shohat | Drapeau d’Israël | Homme politique israélien. | 75  |        |